# Plagianthus cymosus
Plagianthus cymosus är en malvaväxtart som beskrevs av Leonard C. Cockayne och Allan. Plagianthus cymosus ingår i släktet Plagianthus och familjen malvaväxter. Inga underarter finns listade i Catalogue of Life.